# Pseudopallenis baltica
Pseudopallenis baltica là một loài bọ cánh cứng trong họ Cleridae. Loài này được Crowson miêu tả khoa học năm 1964.